# Speed Grapher
Speed Grapher (jap. スピードグラファー Supīdo Gurafā) – anime z 2005 roku, stworzone przez studio Gonzo. Za kreacje postaci odpowiadali Yuusuke Kozaki i Masashi Ishihama.

## Fabuła
Seria opowiada historię fotografa wojennego Tatsumi Saigi. Mężczyzna bada sprawę związaną z zabójstwem jednego z polityków, a ściślej mówiąc sprawdza pogłoski dotyczące tajnego klubu „Roppongi”, który okazuje się być miejscem orgii politycznej i towarzyskiej śmietanki Japonii. Saiga dostaje się do wnętrza klubu i w trakcie jednej z ceremonii nierozważnie fotografuje boginię klubu, Kagurę. Nie zostaje to niezauważone i z polecenia lidera „Roppongi” Suitengu na intruza zostaje nałożony wyrok śmierci, lecz miast zagłady z rąk bogini Saiga zostaje obdarzony błogosławieństwem. Urzeczywistnia się jego najbardziej skrywane pragnienie, które wszystkim zebranym objawia się jako „śmierć przez zdjęcie”. Korzystając z okazji porywa dziewczynę, która staje się jego kartą przetargową, lecz w trakcie przebiegu zdarzeń postanawia pomóc Kagurze uciec od świata, który powoli ją zabija.

## Bohaterowie
- Tatsumi Saiga – sławny fotograf wojenny, który „na chwilę” utknął w Tokio mieście, którego nienawidzi. Robienie zdjęć to jego pasja, która ekscytuje mężczyznę nawet bardziej niż piękna kobieta z tym, że muszą to być rzeczy godne sfotografowania. Jest nosicielem tajemniczego wirusa zwanego "euforia", uaktywnionego w Roppongi Club podczas spotkania z Boginią/Kagurą. Wzruszony błaganiem dziewczyny o pomoc porywa ją z rodzinnej posiadłości i pomaga w odnalezieniu ojca.
- Kagura Tennōzu – obdarzona nieprzeciętną urodą piętnastoletnia dziewczyna. Za dnia kontrolowana na każdym kroku spadkobierczyni poważanej grupy Tennōzu, w nocy wspaniała bogini tajemnego klubu, choć wszystko, co się wówczas dzieje Kagura bierze za senny koszmar. Jej moc pozwala nosicielom „euforii” urzeczywistnić ich najskrytsze pragnienie. Jest niezwykle wrażliwa, uczuciowa i z pokorą znosi przeciwności losu. Jednak do czasu, gdy odkrywa straszliwą prawdę odnośnie do tego, co brała za złudzenie i wówczas desperacko szuka drogi ucieczki.
- Hibari Ginza – detektyw policyjny Hibari Ginza prawdopodobnie była niegdyś kochanką Saigi. Jedyną rzeczą na świecie, która ją podnieca jest pistolet, dlatego też uważa, że najodpowiedniejszym dla niej mężczyzną będzie ktoś, kogo podnieca fotografowanie śmierci. Wybuchowa, agresywna z wyglądu i zwyczajów, nadużywająca broni i przemocy, (nazywa to „samoobroną”), piękna pani detektyw jest wręcz chorobliwie zazdrosna o Tatsumi Saigę. Nienawidzi młodziutkiej Kagury, która jak twierdzi ukradła jej faceta i nie jest to do końca bezpodstawne oskarżenie.
- Chōji Suitengu – tajemnicza i niezwykle wyrachowana postać obdarzona przeogromnym talentem do gromadzenia pieniędzy. Jawi nam się dwojako; z jednej strony widzimy jak posłusznie wykonuje rozkazy Shinsen Tennōzu (matki Kagury) z drugiej natomiast bez wiedzy kobiety wykorzystuje jej córkę w trakcie spotkań klubu. Dzięki ojcu Kagury nabył genetycznie zmutowane zdolności, które czynią go nadzwyczaj niebezpiecznym. Nie posiada żadnych skrupułów w dążeniu do wyznaczonego celu. Bezdusznie egzekwuje długi i manipuluje wszystkimi wokół, by dojść do władzy.
- Shinsen Tennōzu – obecnie prezes grupy Tennōzu, niegdyś sławna i niewyobrażalnie piękna modelka. Wiecznie nieszczęśliwa kobieta, która wątpliwe chwile radości zaznaje tylko w ramionach swej prawej ręki Chōji Suitengu. Jednak nie zawsze tak było, Shinsen swą niezwykłą urodę zawdzięczała szansie, jaką dała jej kobieta określana mianem „Pani Prezes”. „Nieoszlifowany diament”, tak o niej mówiła i by móc ten kamień oszlifować Shinsen zgodziła się na ingerencję we własny kod genetyczny. W owym czasie dziewczyna wdała się również w romans z naukowcem prowadzącym eksperyment, jednak ten porzucił ją, a przynajmniej tak to wyglądało, gdy ta już była w ciąży z Kagurą, co jest także powodem nienawiści kobiety do córki.